# Descarbonizante
El descarbonizante es un líquido limpiador de carburadores y otras partes de motores; también es un desengrasante y limpiador de pintura. Está formulado por una variedad de productos químicos y fue inventado primordialmente para la limpieza de piezas por inmersión, aunque en la actualidad hay productos limpiadores que son aplicados como spray. Se ha presentado al público contenido en cubetas metálicas de 5 galones.
Por ser un producto que tiene ácidos, el plástico y otros materiales suaves pueden ser dañados. 

## Aplicación
El proceso de limpieza de piezas metálicas comienza con la remoción manual del exceso de mugre, grasa o cochambre, según sea el caso, para ayudar a la longevidad del producto. En seguida se colocan las piezas, preferiblemente desarmadas, en un tipo de coladera metálica conocida como canastilla, la cual tiene un haza alta que queda sin ser sumergida durante el proceso. Cuando la canastilla con las piezas se ha asentado al fondo de la "cubeta", estas se dejan remojando por 10 o 15 minutos para permitir que el producto funcione. Después se saca la canastilla con las piezas y se deja escurrir por unos cuantos minutos y posteriormente se rocían con agua, preferiblemente que salga con un poco de presión para finalmente secarlas.
El descarbonizante es empleado comúnmente en talleres mecánicos, especialmente en el proceso de afinaciones automotrices que incluyen el limpiado de carburadores.

## Consideraciones preventivas
- Es un producto corrosivo.
- Puede causar daño a la piel.
- Puede afectar permanentemente telas y colores.

- Datos: Q5803853